# ドク・ウマロフ
ドク・ハマトヴィチ・ウマロフ（Doku Khamatvich Umarov, 1964年4月13日 - 2013年9月7日）は、チェチェン独立派の野戦指揮官で、国際的に未承認のカフカース首長国の初代アミール（首長）。同じく国際的に未承認のチェチェン・イチケリア共和国の第5代大統領でもあった。

## 経歴
チェチェン・イングーシ自治ソビエト社会主義共和国（当時）のアチホイ・マルタン出身のチェチェン人。1991年にジョハル・ドゥダエフ率いるチェチェン独立派によりロシア連邦からのチェチェン・イチケリア共和国の分離独立が一方的に宣言され、1994年末にチェチェン共和国を連邦構成主体とするロシアとの間で第一次チェチェン紛争が勃発すると、チェチェン独立派の部隊を率い対ロシア戦闘行動に参加した。この時の功績により1996年までにチェチェン・イチケリア共和国により准将の階級を授与された。
1996年末から野戦指揮官アルビ・バラエフと共に買収目的の誘拐に従事。なお、これに先立って80年代に意図しない殺人容疑で有罪判決を、1992年7月に故意の殺人容疑でロシア全土で指名手配されている。
1997年6月1日にアスラン・マスハドフ第3代チェチェン・イチケリア共和国大統領により安全保障会議書記に任命される。1997年11月から犯罪対策調整本部を指揮。
1999年の第二次チェチェン紛争開始と共に戦闘行動に参加。ロシアとの政治的な対話により独立を目指していたマスハドフについて「マスハドフがモスクワと交渉に入れば彼を射殺する」と公言していた。
2000年3月27日、ロシア当局はドク・ウマロフの戦死について発表したが、彼は死んでおらず2002年8月にマスハドフにより西部戦線司令官に任命された。ヴェジェノ及びウルス・マルタン地区の居住区の奪取（2002年8月）、チェチェン共和国検察庁職員の誘拐（2002年12月）、FSBイングーシ支局庁舎とキスロヴォーツク発電所の爆破（2003年9月）等の一連のテロリズムを行った。
2004年3月、死亡した野戦指揮官のルスラン・ゲラエフの後継者と自ら宣言し彼の部隊を支配下に置いた。同年8月にマスハドフにより国家保安相に任命される。
2005年6月16日、アブドゥル＝ハリーム・サドゥラエフ第4代大統領により、国家保安相の地位を維持したまま、副大統領に任命された。
2006年6月17日、ロシア当局によるアブドゥル＝ハリーム殺害後、法の規定に従い第5代チェチェン・イチケリア共和国大統領に就任した。大統領就任後にチェチェン・イチケリア共和国軍ウラル戦線（指揮官：アミール・アサドゥラ）と沿ヴォルガ戦線（指揮官：アミール・ジュンドラ）を創設した。
2007年、北カフカースの広域を領土とするカフカース首長国の創設と自身のアミール（首長）への就任を一方的に宣言し、チェチェンをその一地方（ウィラーヤ）である「Noxçiyçö-Içkeriya」へと改称した。カフカース首長国はロシア連邦からのチェチェンの独立に加えて、北カフカースでのイスラム国家の建設を目指しており、従来のチェチェン・イチケリア共和国に較べてイスラム原理主義的性格が強いイスラム過激派勢力である。なお、チェチェン・イチケリア共和国の中には彼に従わず穏健な政治活動により独立を目指すイギリスに亡命中のアフメド・ザカエフのような者もおり、ザカエフはウマロフの共和国脱退後にチェチェン・イチケリア共和国首相に就任している。
2009年11月にモスクワ・サンクトペテルブルク間列車爆破テロを、2010年3月にモスクワ地下鉄爆破テロを引き起こし、分離主義者のWeb「カフカース・センター」上で犯行声明を出した。
2010年8月1日、「カフカース・センター」はウマロフがアミールを辞任し東部戦線司令官のアスランベク・ヴァダロフを後継者に任命したと伝えたが、翌2日にウマロフ自身がビデオ・メッセージにおいてこの報道を否定した。
2011年2月、1月におきたロシアのドモジェドヴォ空港爆破事件についての犯行声明を「カフカース・センター」で出し、イスラム国家の建設を目指して今後も「特殊作戦」（テロ）を続けることを表明した。
2014年3月18日、「カフカース・センター」はウマロフが死亡したと発表し、カフカースの首長についてはアリアシャブ・ケベコフ（アリ・アブ・モハメド）という人物が受け継ぐとした。死亡の時期や状況については公表されなかった。
同年4月8日、ロシア連邦保安庁のアレクサンドル・ボルトニコフ長官がウマロフを殺害したことを認めた。